# Love (film, 2008)
Love är en svensk kortfilm från 2008 med manus och regi av David Färdmar och producerad av Camilla Smids.

## Handling
Love har bestämt sig för att komma ut med sin homosexualitet och beger sig till en gaybar. Han fegar ut i sista stund och vänder hemåt. På vägen träffar har Sebastian och följer honom hem, där kärlek övergår till våld.

## Om filmen
Filmen är inspelad i Göteborg och hade premiär på Zita i Stockholm den 8 mars 2008.

## Rollista
- Adam Lundgren – Love
- Jonas Rimeika – Sebastian
- Alicia Vikander – Fredrika
- Johan Carlberg – Rasmus
- Poyan Karimi – Ashkan
- Maja Olsson – gammal dam
- Ida Jensen – tjejkompis 1
- Anna-Maria Lundberg – tjejkompis 2
- Niclas Lundqvist – gäst på gaybaren
- Henrik D. Ragnevi – gäst på gaybaren
- Thomaz Ransmyr – gäst på gaybaren
- Viktor Robertsson Lindsta – gäst på gaybaren

## Utmärkelser
- 2008 – Jönköpings filmfestival – Hedersomnämnande
- 2008 – SFV-festivalen – Bästa skådespelare, Adam Lundgren
- 2008 – SFV-festivalen – Bronsmedalj, bästa kortfilm
- 2009 – Iris Prize Festival – Special Commendation Award
- 2009 – Gay Film Nights International Film Festival – Bästa kortfilm, publikens pris
- 2010 – FilmOut San Diego – Bästa internationella kortfilm
- 2010 – Thessaloniki LGBTI Cultural Panorama – Internationella kortfilmstävlingen, andrapris
- 2010 – Philadelphia QFest – Bästa kortfilm
- 2010 – Image+Nation International LGBT Film Festival Montréal – Bästa kortfilm, publikens pris